# Wilhelm Schneider (Politiker, 1906)
Wilhelm Schneider (* 23. Oktober 1906 in Kattowitz; † 30. Januar 1943 in Rostow am Don) war ein deutscher Politiker (NSDAP).

## Leben und Wirken
Schneiders Heimat kam 1922 nach der Volksabstimmung in Oberschlesien an Polen und wurde der Autonomen Woiwodschaft Schlesien angegliedert. Wilhelm Schneider, ein aktives Mitglied der Wandervogel-Bewegung, wurde Organisator der Jugendfraktion des Deutsch-Oberschlesischen Volksbundes. Anfang der 1930er Jahre war er Mitbegründer der Jungdeutschen Partei (JdP) in Oberschlesien, allerdings kam es zu einer innerparteilichen Spaltung nach einem Konflikt mit ihrem Vorsitzenden Rudolf Ernst Wiesner. Er leitete ab 1937 den Deutschen Arbeitskreis und 1939 den Deutschen Volksblock für Schlesien. 
Nach dem deutschen Überfall auf Polen amtierte Schneider ab Oktober 1939 als Kreisbeauftragter und nach seinem Parteibeitritt (1940) als Kreisleiter der NSDAP in Königshütte. Am 8. Oktober 1940 trat Schneider als Abgeordneter in den nationalsozialistischen Reichstag ein. Den Kreisleiterposten und sein Reichstagsmandat behielt Schneider bis zu seinem Tod. Paul Roden führte anschließend das Mandat im Reichstag weiter.
Schneider meldete sich 1942 zur Armee. Nach schwerer Verletzung an der Ostfront starb er am 30. Januar 1943 in Rostow am Don.